# Прото-прог
Прото-прог (краткая форма прото-прогрессива) — термин, описывающий самые ранние музыкальные работы, связанные с первой волной прогрессивной рок-музыки, известной тогда как «прогрессивный поп». Исполнители данного жанра подвергались влиянию классиков модернизма и других жанров, обычно не имеющих отношение к традиционной рок-музыке. Музыканты зачастую делали композиции более длинными и усложнёнными, использовали взаимосвязанные песни как попурри, а студию звукозаписи как инструмент. В качестве примера коллективов, внёсших большой вклад в развитие прогрессивного рока можно привести The Beatles, The Beach Boys, The Doors, The Pretty Things, The Zombies, The Byrds, The Grateful Dead и Pink Floyd.

## История

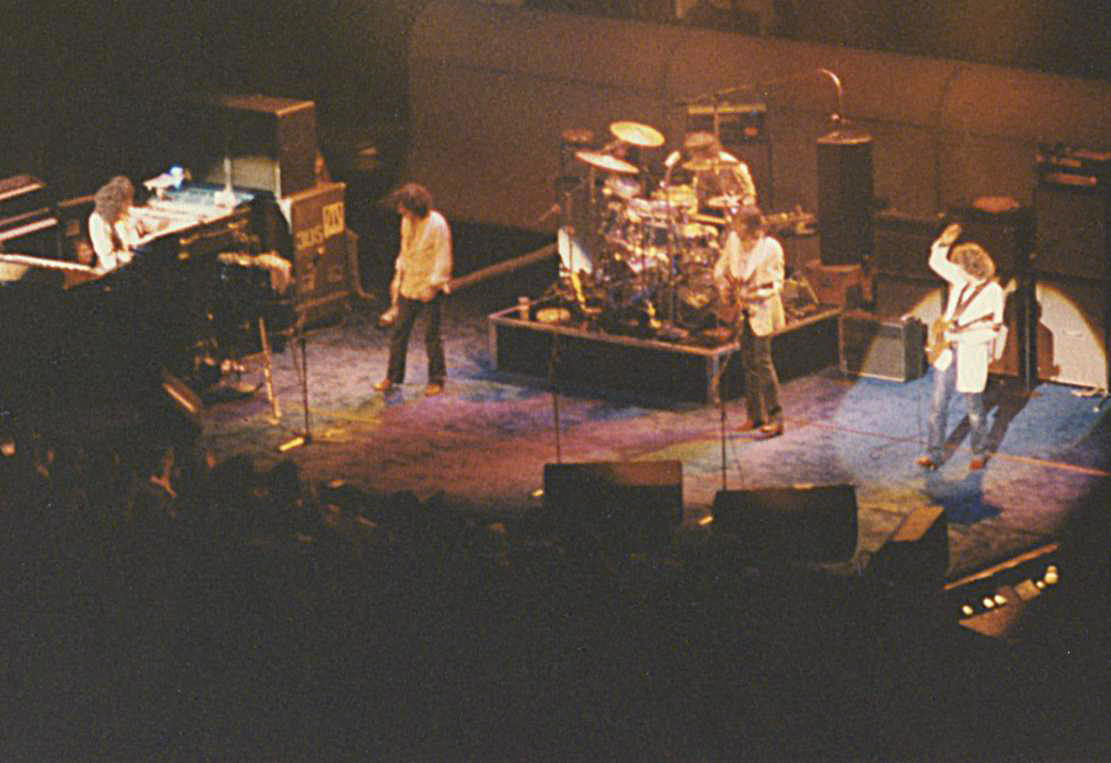
The Moody Blues 1978 года.

Несмотря на то, что однонаправленный английский «прогрессив» возник в конце 1960-х, к 1967 году прогрессивный рок представлял собой множество слабо связанных между собой стилей. На момент возникновения ярлыка «прогрессив», «прогрессивный рок» называли «прогрессивный поп», а термин «прогрессив» относился к целому ряду попыток порвать шаблон стандартов поп-музыки.
Музыкальный критик Дойл Грин считает, что термин «прото-прог» может относиться к «позднему творчеству The Beatles и Фрэнка Заппы», Pink Floyd, Soft Machine и The United States of America. Автор книг об прогрессивном роке, Эдвард Макан, говорит, что такие психоделик-группы, как The Nice, The Moody Blues и Pink Floyd олицетворяют прото-прогрессив и первую волну английского прогрессивного рока. И наоборот, профессора Пол Хегарти и Мартин Холливелл описывают The Beatles, The Beach Boys, The Doors, The Pretty Things, The Zombies, The Byrds, The Grateful Dead и Pink Floyd «не только как предшественников прога, но и как существенное развитие прогрессивности в её ранние годы».
В то время критики обычно полагали, что альбом King Crimson 1969 года In the Court of the Crimson King является логическим продолжением и развитием прото-прогрессивного рока конца 1960-х, примером которого являются Moody Blues, Procol Harum, Pink Floyd и The Beatles. Согласно Макану, данный альбом может быть весьма важным для прогрессивного рока и формирования музыки ранних «прото-прогрессивных коллективов … в самобытный и тотчас узнаваемый стиль». Макан различает «классический» прог 1970-х от прото-прога конца 1960-х сознательным отказом от элементов психоделического рока, которые продолжали приветствовать исполнители прото-прогрессива.

## Список исполнителей
- The Beatles[8] (более позднее творчество)[5]
- King Crimson[10]
- Pink Floyd[5][2]
- The Moody Blues[2][8]
- The Nice[2]
- Procol Harum[8]
- Soft Machine[5]
- The United States of America[англ.][5]
- Фрэнк Заппа[5]